# برنامه‌ریزی جمعیت انسانی

نقشه کشورها بر اساس نرخ باروری (۲۰۲۴)، طبق دفتر مرجع جمعیت

برنامه‌ریزی جمعیت انسانی (انگلیسی: Human population planning) عمل کنترل عمدی نرخ رشد جمعیت انسانی است. این عمل که به‌طور سنتی به عنوان کنترل جمعیت از آن یاد می‌شود، از لحاظ تاریخی عمدتاً با هدف افزایش رشد جمعیت اجرا می‌شد، هرچند از دهه ۱۹۵۰ تا ۱۹۸۰، نگرانی‌ها در مورد ازدیاد جمعیت انسان و اثرات آن بر فقر و پیامد انسان بر محیط زیست و ثبات سیاسی منجر به تلاش برای کاهش نرخ رشد جمعیت در بسیاری از کشورها شد. اما اخیراً چندین کشور مانند چین، ژاپن، کره جنوبی، روسیه، ایران، ایتالیا، اسپانیا، فنلاند، مجارستان و استونی تلاش‌های خود را برای افزایش دوباره نرخ زاد و ولد، به‌طور کلی و به عنوان پاسخی به بحران‌های جمعیتی در حال وقوع آغاز کرده‌اند.